# Sabra (czołg)
Sabra (hebr. סברה) – izraelska modyfikacja amerykańskiego czołgu Patton M60A1 wykonywana w latach 2005–2010 przez Israel Military Industries (IMI) dla armii tureckiej, która podjęła wówczas program rozwoju sił pancernych. W ramach prac modernizacyjnych powstały trzy wersje Sabry: Mk 1, Mk 2 (znany w Turcji jako M60T Sabra) i Mk 3. Na podstawie popisanego w 2002 roku kontraktu Turcja zakupiła 170 sztuk czołgów M60T Sabra (Mk 2). Mimo iż modernizacja i produkcja czołgu odbywała się w Izraelu, to dostępne źródła nie wskazują, żeby znalazł się on na wyposażeniu jego armii, miał być to wyłącznie produkt eksportowy izraelskiego przemysłu zbrojeniowego.
Czołgi te zostały użyte przez Turcję podczas przeprowadzonych w Syrii operacji „Tarcza Eufratu” (2016) i „Gałązka Oliwna” (2018).

## Historia
Amerykańsko-izraelska współpraca wojskowa sprawiła, że na wyposażeniu armii izraelskiej w latach 60. i 70. XX wieku znalazły się takie konstrukcje jak czołgi Patton M48 i M60. Specyfika bliskowschodniego pola walki sprawiała, że Cahal modyfikował posiadany sprzęt według własnych wymagań. Duże straty w sprzęcie podczas wojny Jom Kipur w 1973 roku i skuteczność radzieckiej broni przeciwpancernej sprawiły, że izraelscy wojskowi rozpoczęli modernizować i ulepszać amerykańskie konstrukcje na podstawie zebranych doświadczeń. Rezultatem programu modernizacyjnego był czołg Magach w różnych wersjach. Finalną, eksportową wersją procesu modyfikacji Magacha 7 miała być Sabra. Czołg ten opierał się na amerykańskim kadłubie Pattona M60A3 oraz na izraelskich systemach, optyce i armacie, które zastąpiły wyposażenie z lat 60. i 70. XX wieku. Taką wersję zaoferowano w 2002 roku Turcji, która ówcześnie współpracowała z Izraelem. W tym samym roku podpisano umowę, która zobowiązywała IMI do dostarczenia armii tureckiej 170 sztuk zmodernizowanego czołgu M60A3. W 2005 roku Turcy otrzymali pierwszy prototyp pojazdu.
W ramach prac rozwojowych powstały trzy wersje Sabry: Mk 1, Mk 2 i Mk 3. Podczas prac kładziono nacisk na ulepszenie opancerzenia, siły ognia, systemów przeciwpożarowych, kierowania ogniem, łączności i mocy silnika. Turcja ostatecznie zakupiła zmodernizowany czołg w standardzie Mk 2, który w tureckiej armii występuje pod nazwą M60T Sabra. W 2010 roku Izrael dostarczył ostatnie sztuki pojazdów.
W 2017 roku armia turecka rozpoczęła kolejny projekt modernizacyjny posiadanych M60T, tzw. Program Firat, w oparciu o doświadczenia z działań zbrojnych w Syrii. W jego ramach, do 2018 roku, Sabry wyposażono w systemy wykrywania i niszczenia pocisków przeciwpancernych, nowe systemy łączności i zapobiegania pożarom i kamery o kącie 360°.

## Opis konstrukcji
Za największą zaletę Sabry uważa się wyposażenie jej wersji Mk 1 i Mk 2 przez IMI w armatę MG253 kalibru 120 mm z przedmuchiwaczem, rękawem termicznym i termicznymi przyrządami celowniczymi, zgodną z natowskimi standardami, w którą uzbrojona jest także Merkawa Mk 3. Daje to większe możliwości siły ognia niż w przypadku oryginalnej armaty kal. 105 mm. Ponadto, Sabra Mk 1 wyposażona jest w systemy przeciwpożarowe, systemy ostrzegania, system kierowania ogniem Knight firm Elbit i El-Op oraz dalmierz laserowy. W hybrydowej wieży czołgu zamontowano hydrauliczne i elektryczne mechanizmy obrotu wieży i podnoszenia działa. Działo może być obsługiwane przez strzelca lub dowódcę. Za jednostkę napędową w wersji Mk 1 służy silnik wysokoprężny AVDS-1790-5A General Dynamics o mocy 908 KM, pozwalający na osiągnięcie maksymalnej prędkości 48 km/h. Sabra Mk 1 może pokonywać rowy o szerokości 2,6 m i przeszkody pionowe o wysokości 0,91 m.
Sprzedaną Turcji wersję Mk 2 oraz wersję Mk 3 wyposażono w silnik MTU 881 o mocy 1000 KM, co pozwala na osiągnięcie maksymalnej prędkości 55 km/h. Uzbrojenie Sabry Mk 2 poszerzono o montowany na zewnątrz wieży maszynowy karabin plot. 12,7 mm. Nowy standard, w przeciwieństwie do poprzedniej wersji, miał już pancerz modułowy z pancerzem reaktywnym.
W standardzie Mk 3 Sabra miała pancerz modułowy, który zbliżony był do użytego w Merkawie Mk 4. Ponadto dowódca otrzymał zdalnie sterowany karabin maszynowy.

## Wersje
|            | Sabra Mk 1                                                                               | Sabra Mk 2/M60T | Sabra Mk 3                            |
| ---------- | ---------------------------------------------------------------------------------------- | --- | ------------------------------------- |
| długość    | 9,4 m                                                                                    | 9,4 m | b/d                                   |
| wysokość   | 3,05 m                                                                                   | 3,05 m | b/d                                   |
| szerokość  | 3,63 m                                                                                   | 3,63 m | b/d                                   |
| waga       | 55 ton                                                                                   | 58 ton | b/d                                   |
| silnik     | silnik wysokoprężny AVDS-1790-5A General Dynamics (908 KM)                               | silnik wysokoprężny MTU 881 (1000 KM)                                                                                          | silnik wysokoprężny MTU 881 (1000 KM) |
| prędkość   | 48 km/h                                                                                  | 55 km/h | b/d                                   |
| uzbrojenie | - armata MG253 kal. 120 mm, - moździerz kal. 60 mm, - 3 x karabin maszynowy kal. 7,62 mm | - armata MG253 kal. 120 mm - moździerz kal. 60 mm, - 2 x karabin maszynowy kal. 7,62 mm - karabin maszynowy plot. kal. 12,7 mm | armata MG251 kal. 120 mm              |

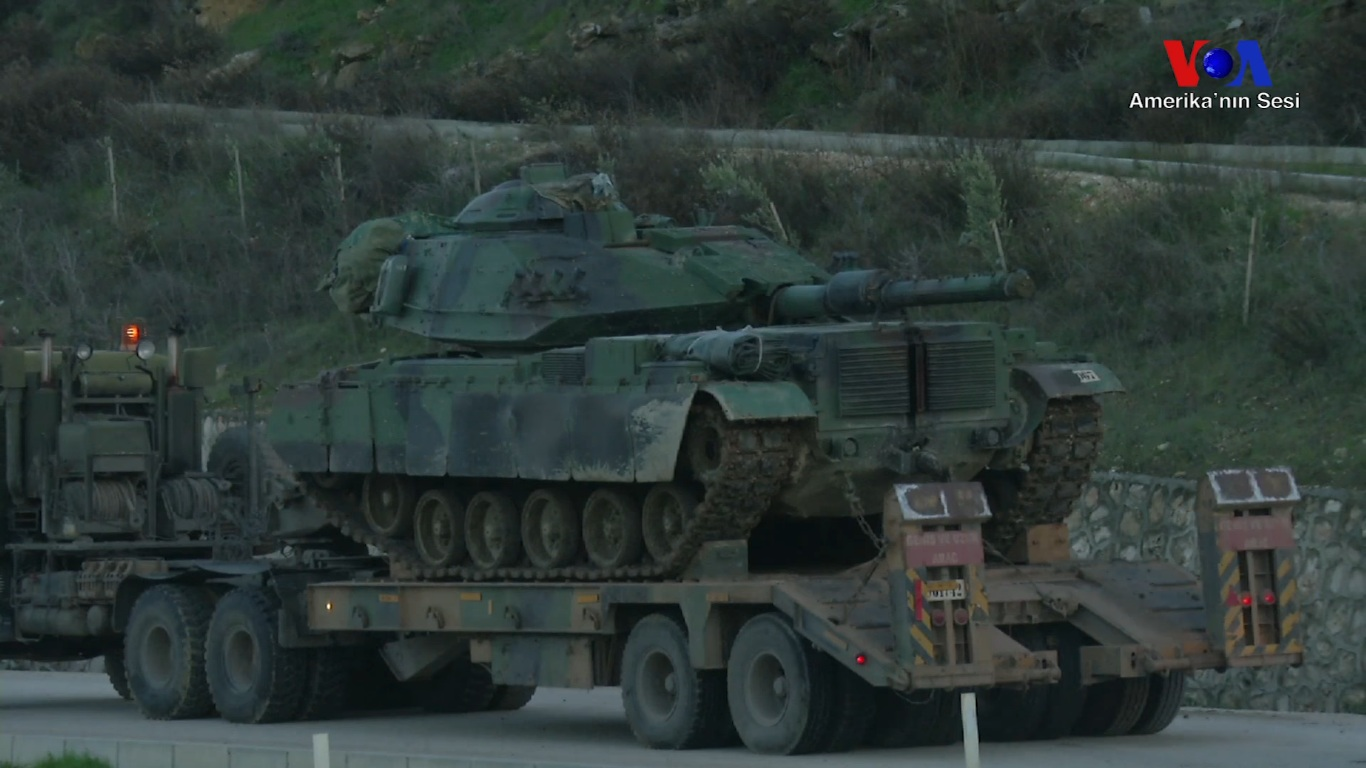
Turecka Sabra w trakcie transportu podczas operacji „Gałązka Oliwna” w 2018 roku

| załoga     | 4 osoby                                                                                  | 4 osoby | 4 osoby                               |

## Użytkownicy

### Turcja
W ramach podpisanego w 2002 roku kontraktu (o wartości 687 milionów dolarów) IMI dostarczyło w latach 2005–2010 armii tureckiej 170 sztuk czołgu Sabra Mk 2. Część z tych czołgów została użyta w 2016 roku podczas przeprowadzanej wspólnie z Wolną Armią Syrii operacji „Tarcza Eufratu” w Syrii. Jeden z czołgów, będący na wyposażeniu tureckiej 13. Brygady Zmechanizowanej, został zniszczony przez przeciwpancerny pocisk kierowany w miejscowości Al-Bab. Czołgi M60T zostały użyte również podczas rozpoczętej 20 stycznia 2018 roku tureckiej operacji „Gałązka Oliwna” w Syrii w kantonie Afrin. W 2019 roku na tureckim wyposażeniu znajdowało się 166 sztuk M60T Sabra.